# 西沢仁太
西沢 仁太（にしざわ じんた、1959年5月23日 - ）は、日本の俳優。長野県出身。演劇ユニット東京深夜舞台メンバー。ケイダッシュ所属。

## 経歴
俳優を志したきっかけは、チャールズ・チャップリンだった。長野県上田高等学校を経て、宇都宮大学農学部を卒業後、単身上京し、蒲田にあった演劇の養成所、演伎館コメディー科に入学する。卒業後、コントチームへの参加や、一人コント、ショーパブでのショータイム出演などの活動をする。1984年には新宿コマ劇場にて行われた「八代亜紀特別公演」に出演。それが現在特技とするダンスとの出会いだった。以降、ジャズダンス、タップダンスといったダンススクールに通い、各スクールによる公演にも参加している。
1985年には劇団後藤組の第1回公演『空騒ぎスナック ヒロ』（赤坂プレイボックス）に出演。以降1992年の第12回公演まで全公演に参加している。第2回公演の『ベンチ〜ある愛の詩〜』など自主脚本の作品も多数あり、主演もしている。
1991年にはつかこうへい作・演出の『リング・リング・リング』（PARCO劇場）に出演を果たし、1992年の『飛龍伝'92』（銀座セゾン劇場）、1994年の『飛龍伝'94』（銀座セゾン劇場）とつかこうへい作品に出演を重ねた。
1993年に蜷川幸雄演出作品『春』にて警官役を演じ、さらには同年の『魔女の宅急便』（青山劇場、劇場飛天）、1994年の『にごり江』（近鉄劇場）、1995年の『魔女の宅急便』と参加している。
なかにし礼の舞台作品にも多く参加しており、2001年『長崎ぶらぶら節』（帝国劇場）、2002年、2003年の『奥様の冒険』（芸術座）、2006年の『長崎ぶらぶら節』（明治座）、世界劇『黄金の刻』（日本武道館）、2009年『長崎ぶらぶら節』（博多座）と名を連ねている。
北野武監督作品に数多く出演している。その契機は、バイト先のレストランに来店した北野への直談判だった。それからおよそ1年後、北野のキャスティング担当より突然連絡があり『HANA-BI』への出演が決まったという。以来、『TAKESHIS'』『アキレスと亀』『アウトレイジビヨンド』と出演した。『菊次郎の夏』『BROTHER』にも参加しているが、出演シーンがカットされた。
演劇ユニット「東京深夜舞台」には2008年の結成から参加している。
2013年、映画『TAP 完全なる飼育』で初主演を果たす。俳優業の一方でレストランに勤務している西沢が、そこで知り合った映画会社社長に、自主製作の映像を見せたことがきっかけで本作の企画・主演を任せられた。
個性的なルックスと愛嬌と安定感のある芝居で欠かせない存在となっている。

## 出演

### テレビドラマ
- 刑事貴族2（1991年、日本テレビ）
- 大河ドラマ（NHK）
  - 「太平記」（1991年）
  - 「八代将軍吉宗」（1995年）
  - 「西郷どん」（2018年） - 鍵屋直助 役
- 土曜ドラマ「街角」（1993年、NHK）
- 愛していると言ってくれ（1995年、TBS）
- 金曜エンタテイメント「昼下り 社宅奥様探偵団」（1998年、フジテレビ）
- 月曜ドラマスペシャル「名探偵キャサリン ブラックオパール殺人事件」（1998年、TBS）
- 月曜ドラマスペシャル「ミニパト婦警の事件簿」（1998年、TBS）
- 土曜ワイド劇場（テレビ朝日）
  - 「作家 小日向鋭介の推理日記」（1998年）
  - 「広域警察 3 奪われた身代金！東京〜神戸〜広島 誘拐犯を追え!泥で汚れた浴衣美人の悲劇とは？刑事たちの執念が真実を暴く!!」（2012年11月17日、朝日放送） - 刑事・今井 役
  - 「犯罪心理学教授・兼坂守の捜査ファイル2」（2015年7月11日、朝日放送） - 吉瀬孝雄 役
- コワイ童話「人魚姫」（1999年、TBS）
- ザ・ドクター（1999年、TBS）
- レガッタ〜国際金融戦争（1999年、NHK）
- 悪いオンナ「ルーズソックス刑事」（2000年、TBS）
- 火曜サスペンス劇場（日本テレビ）
  - 「警部補 佃次郎」（2000年）
  - 「軽井沢ミステリー」- 寺本広太 役
    - 4「娘よ」（2003年8月5日）
    - 5「子別れ」（2003年12月2日）
    - 6「巣立ち」（2004年11月2日）
- サラリーマン金太郎2（TBS、2000年）
- 深く潜れ〜八犬伝2001〜（2000年、NHK）
- リミット もしも、わが子が…（2000年、日本テレビ）
- 鉄道おんな捜査官・花村乃里子の事件簿（テレビ朝日、2000年）
- ブラック・ジャックカルテII（2000年、TBS）
- 新宿暴走救急隊（2000年、日本テレビ）
- 長崎ぶらぶら節（2001年、テレビ朝日）
- 天国に一番近い男（2001年、TBS）
- 木更津キャッツアイ（2002年、TBS）
- タスクフォース（2002年、TBS）
- はぐれ刑事純情派（2002年、テレビ朝日）
- 女と愛とミステリー「ヤメ検弁護士 英剛直」（2002年、テレビ東京）
- ぼくが地球を救う（2002年、TBS）
- 恋人はスナイパー EPISODE2（2002年、テレビ朝日）
- 恋する日曜日「ウェディングベル」（2003年、BS-i）
- ケータイ刑事 銭形泪（2003年、BS-i）
- 怪談新耳袋「もうひとり」（2004年、BS-i）
- オレンジデイズ（2004年、TBS）
- ケータイ刑事 銭形零（2004年、BS-i）
- 月曜ミステリー劇場「自治会長・糸井緋芽子社宅の事件簿 6」（2005年、TBS）
- 特命係長 只野仁 第17話（2005年、テレビ朝日）
- スパイ道（2005年、BS-i）
- 3年B組金八先生（2005年、TBS）
- 里見浩太朗芸能生活50周年特別企画 「夜盗」（2005年、TBS）
- 太郎と次郎〜反省ザルとボクの夢〜（2007年、フジテレビ）
- 星ひとつの夜（2007年、フジテレビ）
- 相棒（テレビ朝日）
  - season6 最終話「黙示録」（2008年3月19日） - 鑑識官・糸数文雄 役
  - season11 第11話 元日スペシャル「アリス」（2013年1月1日） - 早蕨警察署駐在所 巡査・玉野 役
- テレビ朝日開局50周年ドラマ「氷の華」（2008年、テレビ朝日）
- ザ・ライバル「少年サンデー・少年マガジン物語」（2009年、NHK）
- 刑事一代 平塚八兵衛の昭和事件史（2009年、テレビ朝日） - 米沢信雄 役
- 女刑事 音道貴子・凍える牙（2010年1月30日、テレビ朝日） - 永橋 役
- 離婚シンドローム（2010年6月30日、日本テレビ）
- パーフェクト・リポート 第1話（2010年10月17日、フジテレビ） - 政治部デスク 役
- グッドライフ〜ありがとう、パパ。さよなら〜 第9話（2011年6月14日、関西テレビ） - 外科医 役
- チーム・バチスタ3 アリアドネの弾丸 第1・2・5話（2011年、関西テレビ） - 神田宏樹 役
- 俺の空 刑事編（2011年、テレビ朝日） - 川島文彦 役
- 負けて、勝つ 〜戦後を創った男・吉田茂〜（2012年、NHK）
- ドクターX〜外科医・大門未知子〜シリーズ（2012年 - 2021年、テレビ朝日） - 雀野義人 役
  - ドクターX〜外科医・大門未知子〜 第1期（2012年）
  - ドクターX〜外科医・大門未知子〜 第4期（2016年）
  - ドクターX〜外科医・大門未知子〜 第6期（2019年）
  - ドクターX〜外科医・大門未知子〜 第7期（2019年）
- 幽かな彼女 第1話（2013年、フジテレビ）
- 空飛ぶ広報室 第6話（2013年、TBS）
- 放課後グルーヴ（2013年、TBS） - 松本先生 役
- 半沢直樹 第3話（2013年、TBS） - 加納正明 役
- 医龍4-Team Medical Dragon- 第6話（2014年、フジテレビ） - 嶋田隆之 役
- ドラマスペシャル「フラガールと犬のチョコ」（2015年、テレビ東京） - 阿部和久 役
- 天皇の料理番（2015年、TBS） - 佐々木正志 役
- 水曜ミステリー9「犯罪科学分析室 電子の標的」（2015年5月13日、テレビ東京） - 週刊誌編集長 役
- 世にも奇妙な物語 「夢を売る男」<リメイク版>（2015年） - 長谷川直人
- デザイナーベイビー - 速水刑事、産休前の難事件 -（2015年10月6日、NHK）
- AKBホラーナイト アドレナリンの夜 第23話「もうひとり、いる」（2015年12月24日、テレビ朝日） - 宗介 役
- 月曜名作劇場（TBS）
  - 「横山秀夫サスペンス 陰の季節」（2016年4月18日） - 森島光男 役
  - 「信濃のコロンボ4」（2017年4月24日） - 東京駅の駅員 役
- 刑事7人（テレビ朝日）
  - （2016年） - 磯崎 役
  - （2019年） - 友井弘樹
- 嫌われる勇気（2017年） - 坂本和夫 役
- 我が家の問題（2018年） - 山下圭吾
- 結婚相手は抽選で（2018年） - 大澤靖幸 役
- ハケン占い師アタル（2019年） - 居酒屋の従業員
- ルパンの娘 第一シーズン（2019年） - 猪熊良治 役
- 遺留捜査スペシャル（2019年） - 花屋
- 特捜9 season3（2020年） - 小川社長 役
- 月曜プレミア8 十津川警部の事件簿（2020年 - ） - 本間良介 役
- 七人の秘書（2020年） - 雀野義人 役
- しろめし修行僧 第2話 (2022年4月16日、テレビ東京)
- 監察の一条さん (2022年6月29日、テレビ朝日) - 大木貴晴 役
- 特捜9 final season 第7話（2025年5月21日、テレビ朝日） - 月山一平 役[2]

### 映画
- 遥かな時代の階段を/メイキング（久世龍之介演出、1994年）
- 南の島に雪が降る（水島総監督、1995年）
- HANA-BI（北野武監督、1998年）
- 報復2（1999年）
- 皆月（望月六郎監督、1999年）
- フリーズ・ミー（石井隆監督、2000年）
- 大河の一滴（2001年）
- 竜二 Forever（細野辰興監督、2002年）
- TAKESHIS' （北野武監督、2005年）
- それでも僕はやってない」（周防正行監督、2007年）
- スマイル 聖夜の奇跡（陣内孝則監督、2007年）
- 裁判長!ここは懲役4年でどうすか（2010年、ゼアリズエンタープライズ） - 伊藤裁判官 役
- アウトレイジ　ビヨンド（北野武監督、2012年） - 国土交通省役人 役
- TAP 完全なる飼育（2013年） - 主演
- タロット探偵ボブ西田（2016年2月27日、信州映画） - カジワラ 役[3]
- たまえのスーパーはらわた（2018年） - 浦野健二 役
- めがみさま（2017年） - 鹿島 役
- 轢き逃げ 最高の最悪な日（2019年） - 滝沢 役
- みとりし（2019年）
- 劇場版ドクターX FINAL（2024年） - 雀野義人 役

### 舞台
- 「リング・リング・リング」（つかこうへい演出、1991年、PARCO劇場）
- 「飛龍伝 '92」（つかこうへい演出、1992年、銀座セゾン劇場）
- 「春」（蜷川幸雄演出、1993年、池袋芸術劇場）
- 「魔女の宅急便」（蜷川幸雄演出、1993年、青山劇場 / 劇場飛天）
- 「にごり江」（蜷川幸雄演出、1994年、近鉄劇場）
- 「飛龍伝 '94」（つかこうへい演出、1994年、銀座セゾン劇場）
- 「魔女の宅急便」（蜷川幸雄演出、1995年、広島郵便貯金ホール）
- 「長崎ぶらぶら節」（堀井康明演出、2001年、帝劇）
- 「奥さまの冒険―わたしバカよねー」（なかにし礼演出、2002年、芸術座）
- 「奥さまの冒険―わたしバカよねー」（なかにし礼演出、2003年、梅田コマ劇場）
- 「はるちゃん」（伏見悦男演出、2004年、名鉄ホール）
- 「長崎ぶらぶら節」（なかにし礼演出、2006年、明治座）
- 「黄金の刻」（なかにし礼演出、2006年、武道館）
- 石川さゆり特別公演「長崎ぶらぶら節」（2009年、博多座 / 御園座）
- 「ノーマ・ジーンとマリリン・モンロー」（2010年2月、赤坂レッドシアター）
- 石川さゆり特別公演「長崎ぶらぶら節」（2010年、明治座）
- SmokeCompany vol.1「夏の終わりに」（2011年8月 - 9月、笹塚ファクトリー）

#### 東京深夜舞台
- 第一回公演「ファイナル・マジック」（2008年4月）
- 第二回公演「相田・ブルースG・P-吉祥寺ポエム戦争-」（2008年7月）
- 第三回公演「銀行強盗前夜 THE STAGE」（2009年1月）
- 第四回公演「ドント・ルック・バック・イン・アンガー」（2009年4月）
- 第五回公演「未来タクシー」（2009年8月）
- 第六回公演「東京想い出銀行」（2010年1月）